# Apsley House
Apsley House – neoklasyczny budynek mieszkalny, dawna londyńska rezydencja Arthura Wellesleya, 1. księcia Wellingtona. Obecnie siedziba kolekcji Wellington.
Budynek powstał w latach 1771–1778 pod kierunkiem architekta Roberta Adama, na zlecenie hrabego Bathursta nazywanego lordem Apsley. W 1807 syn lorda sprzedał dom Richardowi Wellesleyowi, który 10 lat później sprzedał go swojemu młodszemu bratu księciu Wellington. Książę zlecił rozbudowę i renowacje domu architektowi Benjaminowi Deanowi Wyattowi.
Budynek jest czasami nazywany Wellington Museum według ustawy parlamentu z 1947 roku. Dom jest zarządzany przez English Heritage i jest otwarty dla publiczności jako muzeum i galeria sztuki. Mieści kolekcję Wellington, pokaźny zbiór obrazów i innych dzieł sztuki oraz pamiątek związanych z karierą księcia Wellingtona. 9. książę Wellington zachował część budynku do użytku prywatnego. Jest to rzadki przykład angielskiej arystokratycznej willi z końca XVIII wieku.